# 南非学生大会

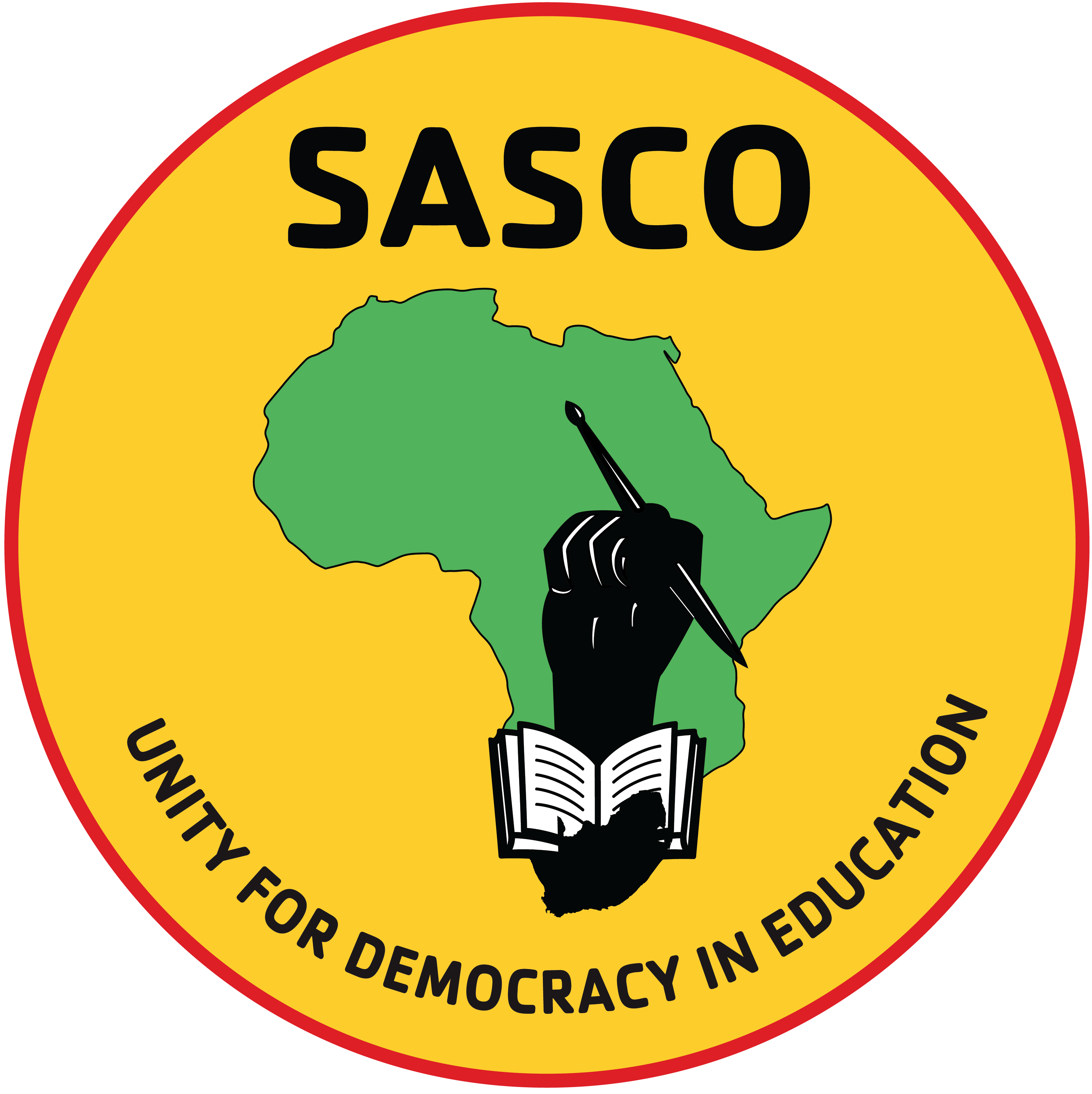
SASCO LOGO

南非学生大会（英語：South African Students Congress，缩写为SASCO）是南非的一个独立的青年组织。该组织成立于1991年9月。该组织的意识形态是社会主义和马克思列宁主义。该组织是世界民主青年联盟的成员。